# 至学馆大学短期大学部
至学馆大学短期大学部（日语：／ Shigakkan Daigaku Tanki Daigakubu *）是一所位于日本爱知县大府市的私立短期大学。

## 概要

### 简介
- 学校最早可以追溯到1905年[1][2]。短期大学为于1950年开办[2]、由学校法人至学馆经营。为男女同校[3]从2011年。

### 历史
- 1950年 中京女子短期大学成立并同时设置两个学科、以下列举[2]。
  - 体育科
  - 家政科
- 1962年 改校名为中京女子大学短期大学部[2][3]。
- 1976年 两个学科各自改名[2][3]。
  - 体育科→体育学科
  - 家政科→家政学科（再次改名为生活科学科于1988年、以后招生到于2006年、停办于2008年）
- 2009年 体育运动专攻[注 2]成立于专科[4]。
- 2010年 改校名为至学馆大学短期大学部、开始招收男学生[2][3]。

### 宪章
- 请参看至学馆大学短期大学部的标志 （日語） 2014年3月11日阅览。

## 学校环境
- 校区：在爱知县大府市

## 组织

### 学科
- 体育学科
- 生活科学科[注 1]

### 专科
| - 体育运动专攻 |

### 业余课程
| - 没有 |

## 知名校友
- 伊藤由里子：有氧體操選手

## 相关链接
- 日本短期大学列表
- 大阪女子短期大学